# Dan Bylsma
Dan Bylsma (* 19. září 1970) je bývalý americký profesionální lední hokejista a trenér. Hrál od roku 1992 až do roku 2004 a nastupoval mimo jiné za kluby NHL Mighty Ducks of Anaheim a Los Angeles Kings. Draftován byl roku 1989 Winnipegem Jets. V NHL trénoval Detroit Red Wings, Buffalo Sabres a Pittsburgh Penguins, se kterými v roce 2009 vyhrál Stanley Cup. Od května 2024 je hlavním trenérem týmu Seattle Kraken.